# Selaginella leucobryoides
Selaginella leucobryoides är en mosslummerväxtart som beskrevs av William Ralph Maxon. Selaginella leucobryoides ingår i släktet mosslumrar, och familjen mosslummerväxter. Inga underarter finns listade i Catalogue of Life.